# Antisocial (canção)
"Antisocial" é uma canção gravada pelo músico inglês Ed Sheeran e o artista norte-americano Travis Scott para No.6 Collaborations Project (2019), quarto trabalho de estúdio do primeiro. A faixa foi co-composta por ambos juntamente com Joseph Saddler e Fred again, que ainda ficou encarregue da produção e arranjos, com Alex Gibson providenciado arranjos adicionais. Foi distribuída para plataformas digitais e redes sociais no Reino Unido e Irlanda a partir de 12 de Julho de 2019 pela editora discográfica Atlantic como o sexto single de No.6 Collaborations Project.
Um vídeo musical acompanhante foi filmado sob realização de Dave Meyers, com enredo por Matt Walton, e publicado no perfil oficial do YouTube de Sheeran no dia do lançamento do single. O vídeo faz referência a diversos filmes, incluindo Kill Bill: Volume 1 (2003), The Mask (1994), Os Pássaros (1963), Perdido em Marte (2015), Edward Scissorhands (1990), e Pulp Fiction (1994).
Uma nova versão com participação do rapper italiano Ghali foi lançada na Apple Music a 6 de Dezembro de 2019 como o remix oficial da canção.

## Créditos
Os créditos seguintes foram adaptados do encarte do álbum No.6 Collaborations Project (2019):
- Edward Sheeran — vocais principais, vocais de apoio, composição
- Jacques "Travis Scott" Webster — vocais principais, composição, engenharia acústica
- Joseph "Grandmaster Flash" Saddler — composição
- Fred "again" Gibson — vocais de apoio, produção e arranjos, composição, programação, engenharia acústica, baixo, bateria, guitarra, teclado
- Alex Gibson — produção adicional
- DJ Riggins — engenharia acústica
- Jacob Richards — engenharia acústica
- Mike Seaberg — engenharia acústica
- Tre Nagella — engenharia acústica
- Jaycen Joshua – mistura
- Stuart Hawkes – masterização

## Desempenho nas tabelas musicais
| País — Tabela musical (2019)                          | Posição de pico |
| ----------------------------------------------------- | --------------- |
| Austrália — Top 100 Singles (ARIA Charts)             | 11              |
| Áustria — Ö3 Austria Top 40                           | 15              |
| Bélgica (Flandres) — Top 50 Singles (Ultratop)        | 5               |
| Bélgica (Valónia) — Top 50 Singles (Ultratop)         | 23              |
| Canadá — Hot 100 (Billboard)                          | 17              |
| República Checa — Singles Digital - Top 100 (FIIF)    | 7               |
| Dinamarca — Single Top-40 (Hitlisten)                 | 8               |
| Estónia — Tipp-40 Muusikas (Eesti Ekspress)           | 9               |
| Finlândia — Suomen virallinen singlelista             | 12              |
| França — Top Singles (SNEP)                           | 102             |
| Alemanha — Top 100 Singles (GfK Entertainment Charts) | 23              |
| Hungria — Stream Top 40 (MAHASZ)                      | 7               |
| Itália — Top Singoli (FIMI)                           | 53              |
| Letónia — Mūzikas Patēriņa Tops (LAIPA)               | 4               |
| Lituânia — Top 100 (AGATA)                            | 8               |
| Malásia — Top 20 Singles (RIM)                        | 20              |
| Países Baixos — Single Top 100 (MegaCharts)           | 23              |
| Nova Zelândia — Top 40 Singles (RMNZ)                 | 9               |
| Noruega — Topp 40 Singles (VG-lista)                  | 16              |
| Portugal — Top 100 Singles (AFP)                      | 37              |
| Escócia — Singles Sales Top 100 (OCC)                 | 62              |
| Singapura — Top 30 International (RIAS)               | 11              |
| Eslováquia — Singles Digital - Top 100 (FIIF)         | 10              |
| Espanha — Top 100 Canciones (PROMUSICAE)              | 95              |
| Suécia — Singles Top 100 (Sverigetopplistan)          | 21              |
| Suíça — Singles Top 75 (Schweizer Hitparade)          | 40              |
| Reino Unido — R&B Singles Top 40 (OCC)                | 12              |
| Estados Unidos — Top 100 Songs (Billboard)            | 37              |
| Estados Unidos — Rhythmic Songs (Billboard)           | 17              |
| Estados Unidos — Top 100 (Rolling Stone)              | 32              |

| Região — Associação (Vendas)        | Certificação |
| ----------------------------------- | ------------ |
| Austrália — ARIA (35 000)           | Ouro         |
| Brasil — Pro-Música Brasil (20 000) | Ouro         |
| Canadá — Music Canada (80 000)      | Platina      |
| Reino Unido — BPI (200 000)         | Prata        |
| Estados Unidos — RIAA (500 000)     | Ouro         |